# Limonia hercegovinae
Limonia hercegovinae là một loài ruồi trong họ Limoniidae. Chúng phân bố ở miền Cổ bắc.